# Rugăria
Rugăria – wieś w Rumunii, w okręgu Vaslui, w gminie Voinești. W 2011 roku liczyła 80 mieszkańców.